# Титаренко, Владимир Александрович
Владимир Александрович Титаренко (укр. Володимир Олександрович Титаренко; род. 4 мая 1978, Алчевск, СССР) — украинский волейболист, центральный блокирующий. Мастер спорта международного класса по волейболу. Выступал за мужскую сборную Украины по волейболу.

## Клубная карьера
Первой профессиональной волейбольной командой в 1996 году стало луганское «Динамо», однако закрепиться там у него не получилась из-за возраста. В 1999 году игрок переходит в одесский «Дорожник-СКА», с которым завоёвывает серебряные медали чемпионата.
Спустя год тренер Леонид Лихно приглашает волейболиста в стан харьковского «Локомотива». В сезоне 2003/04 вместе с командой стал победителем Кубка топ-команд, где в финале харьковчане одолели румынский «Дельтаконс».
В 2005 году украинец переезжает в Испанию, где становится игроком «Саномара» из города Пальма. В следующем году команда изменила название на «Драк Пальма». В составе команды становился двукратным чемпионом страны, выигрывал Кубок и Суперкубок Испании, доходил до финала Кубка топ-команд 2005/06. Спустя два года Титаренко возвращается в «Локомотив» и выигрывает Кубок Украины в сезоне 2007/08.
В 2008 года перешёл в московское «Динамо». Вместе с командой одержал победу в финале Кубка России 2008 года над «Искрой» (3:1). 30 января 2009 года принял участие в матче звёзд в составе «звёзд мира». Его команда уступила «звёздам России» (0:3)
Летом 2009 года перешёл на правах аренды в «Тюмень». В 10-м туре чемпионата сезона 2009/10 Титаренко стал лучшим блокирующим. За «Тюмень» выступал до 2013 года.

## Карьера в сборной
В составе юношеской сборной Украины в январе 1995 года стал серебряным призёром квалификации чемпионата Европы среди юношей, которая проходила в Болгарии. В апреле 1995 года участвовал в розыгрыше первого чемпионата Европы по волейболу среди юношей в Испании, где Украина заняла пятое место. Вместе с молодёжной сборной Украины занял второе место в отборе на чемпионат Европы среди молодёжных сборных в мае 1996 года. На континентальном первенстве в Израиле в августе-сентябре 1996 года украинцы заняли 11 место.
Участник чемпионата Европы по волейболу среди мужчин 2005.
Юношеская сборная
- 1995 — Чемпионат Европы среди юношей (квалификация)
- 1996 — Чемпионат Европы среди юношей (5-е место)

Молодёжная Сборная
- 1997 — Чемпионат Европы среди молодёжных команд (квалификация)
- 1998 — Чемпионат Европы среди молодёжных команд (11-место)

Национальная Сборная Украины
- 2001 — Чемпионат Европы (квалификация)
- 2003 — Чемпионат Европы (квалификация)
- 2004 — Квалификационный турнир CEV на летние Олимпийские игры
- 2005 — Чемпионат Европы (квалификация)
- 2005 — Чемпионат мира (квалификация)
- 2005 — Чемпионат Европы (12-е место)
- 2009 — Чемпионат Европы (квалификация)

## Тренерская карьера
Проживает в Техасе, где работает тренером.

## Достижения
«Динамо» Луганск
- Серебряный призёр чемпионата Украины: 1996/97

«Дорожник-СКА»
- Серебряный призёр чемпионата Украины: 1999/00

«Локомотив» (Харьков)
- Чемпион Украины (5): 2000/01, 2001/02, 2002/03, 2003/04, 2004/05
- Обладатель Кубка Украины (4): 2002, 2003, 2004, 2008
- Обладатель Суперкубка Украины: 2008
- Обладатель Кубка европейских топ-команд: 2003/04
- Серебряный призёр Кубка европейских топ-команд: 2002/03
- Бронзовый призёр Кубка европейских топ-команд: 2001/02
- Лучший блокирующий чемпионата Украины: 2002/03

«Драк Пальма»
- Чемпион Испании (2): 2005/06, 2006/07
- Обладатель Кубка Испании (2): 2005/06, 2006/07
- Обладатель Суперкубка Испании: 2005/06
- Серебряный призёр Кубка европейских топ-команд: 2005/06
- Лучший блокирующий чемпионата Испании: 2005/06

«Динамо» (Москва)
- Обладатель Кубка России: 2008
- Участник матча звёзд чемпионата России: 2009
- Лучший блокирующий чемпионата России: 2009/10

«Тюмень»
- Обладатель Кубка Сибири: 2010

## Награды
- Орден «Слобожанска слава» (2004)
- Знак «Зализнична слава» III степени (2004)[13]